# Сад Бенуа
Сад Бенуа (ферма Бенуа, совхоз Лесное) — небольшой зелёный массив с несколькими постройками, достопримечательность Санкт-Петербурга. Ограничен Тихорецким проспектом, Светлановским проспектом, проспектом Науки и улицей Веденеева в Калининском районе Санкт-Петербурга.

## История пригородной фермы
В 1890-х годах территорию от Муринского ручья до окраины Петербурга взял в аренду на 50 лет архитектор Ю. Ю. Бенуа. К 1904 году по его собственным чертежам была построена ферма. Перестроена А. И. Владовским в начале XX века. Главным зданием был деревянный двухэтажный дом с башней, которая служила и украшением, и «пожарной каланчой». На ферме были также коровники, сараи, ветряная водокачка. Имелась собственная лаборатория для обработки молока перед отправкой на молочный завод (главным заказчиком фермы был завод на Моховой улице). Ферма славилась на весь Петербург, считалась образцовой, а её работники зажиточными. Она была удостоена золотой медали на проходившей в 1913 году в Петербурге Всероссийской гигиенической выставке и высшей награды — на Международной выставке. На ферме содержалось более 200 породистых коров.
По имени владельца фермы был назван прилегающий проспект, с 1952 года получивший название «Тихорецкий проспект».
Первая мировая война не нанесла урон ферме, наоборот, её процветание продолжалось в связи с повышением цен на молоко.
После Октябрьской революции ферму Бенуа национализировали. В ноябре 1918 года бывшая лесная молочная ферма Бенуа стала «1-й городской молочной фермой» Петрогубкоммуны. За предприятием закрепилось название «Совхоз „Лесное“».
В 1920-х годах совхоз успешно развивался. С началом НЭПа здесь начали выращивать картофель, разводить свиней, кур и кроликов. В конце 1921 года совхоз «Лесное» вошёл в ПЕПО (впоследствии — «Ленинградский союз потребительских обществ»). К середине 1920-х годов хозяйство «Лесного» объединили с хутором Реймера, небольшой фермой по другую сторону Муринского ручья. С конца 1920-х здесь стали развивать овощеводство.
Во время Великой Отечественной войны совхоз не прекращал свою работу, несмотря на эвакуацию большей части скота и ухода на фронт многих работников. «Лесной» снабжал овощами жителей блокадного Ленинграда.
В 1959 году он получил статус государственного племенного завода. Он считался одним из лучших в Ленинградской области, был награждён орденом Трудового Красного Знамени и др. наградами.
К концу 1960-х годов город вплотную подошёл к территории совхоза. В 1967 году было принято решение о его переезде, к 1968 году совхоз переехал на новый участок на стыке Гатчинского и Пушкинского районов Ленинградской области, дав название основанному здесь посёлку Лесное.

## Дача Бенуа как рекреационная зона

Руины дачи Бенуа и башня ЦНИИ РТК

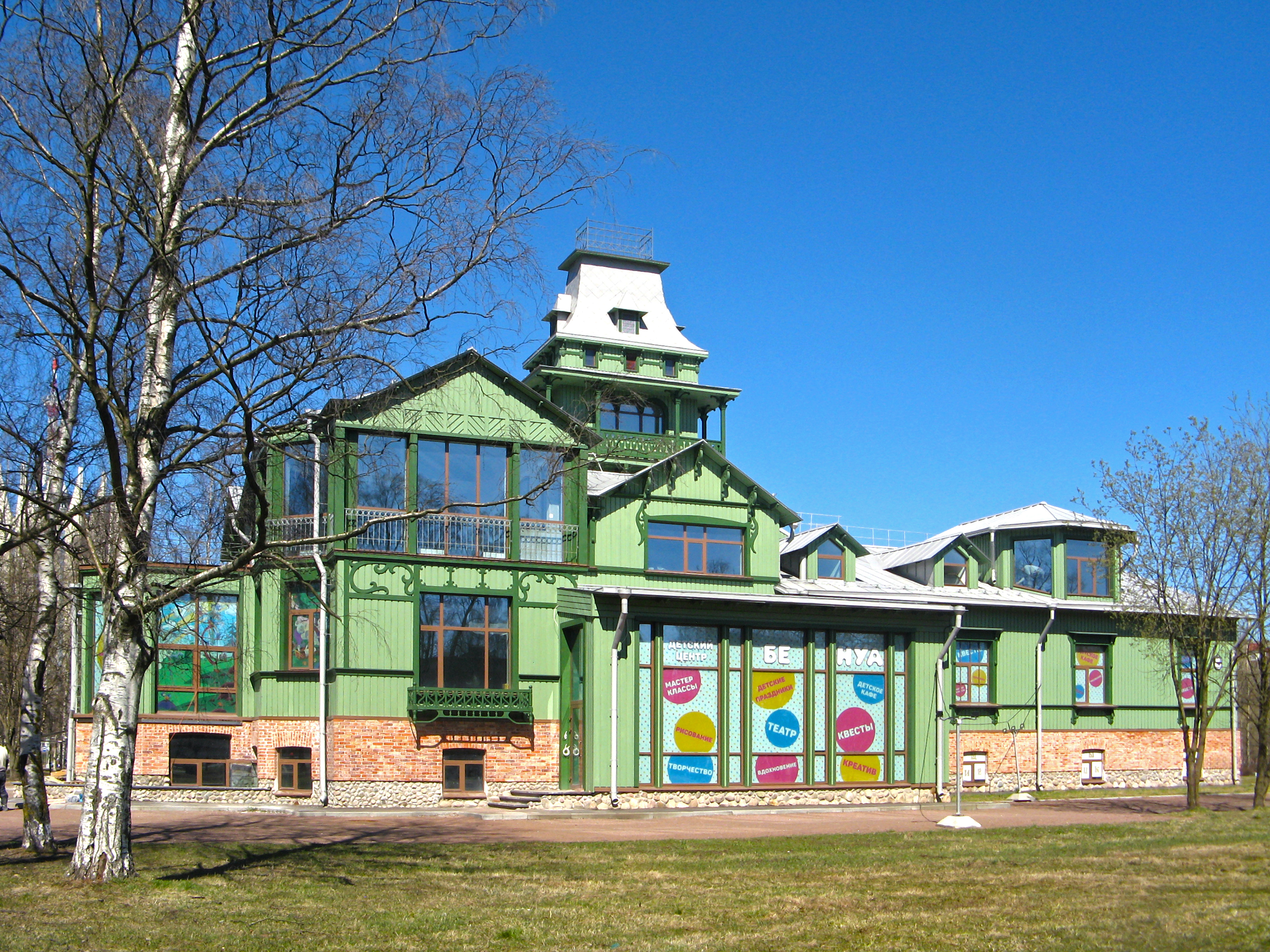
Дача Бенуа, 2017

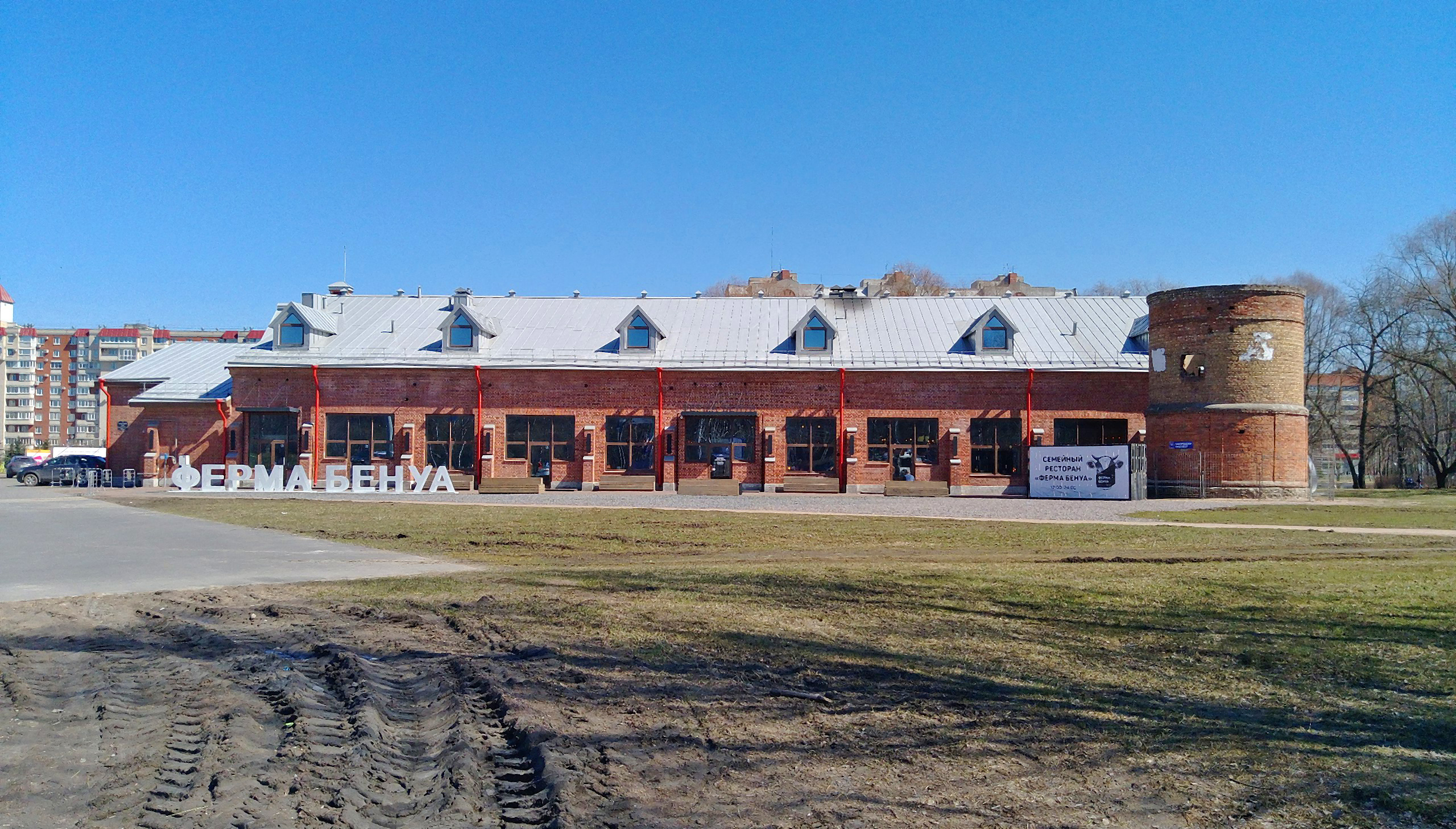
Коровник и силосная башня

С тех пор участок бывшей фермы Бенуа использовался под различные общественные нужды.
В 1973—1986 на территории фермы в паре сотен метров от дачи Бенуа построена башня ЦНИИ робототехники и технической кибернетики. В конце 1980-х годов «дачу Бенуа» передали школе художественного образования. Илья Глазунов собирался создать тут творческий центр Всероссийской академии художеств.
12 марта 2001 года в деревянном здании дачи произошёл пожар, до 2014 года от сгоревшего дома оставались одни руины.
С 2006 года этот участок официально получил название «Сад Бенуа». Существовали планы превращения этой территории в первый в России «Парк космоса».
В 2008 году произошёл пожар в здании коровника, где до того момента находился магазин; здание долго не восстанавливалось.
В сентябре 2011 года комплекс лесной молочной фермы Бенуа, включающий четыре здания, был продан на торгах. Победителем стало ООО «Бест», входящее в группу компаний «Бестъ». Предполагалось, что дача Бенуа будет воссоздана, а остальные корпуса отреставрированы. В 2014 году руины были расчищены с целью обустройства культурно-образовательного центра.
С сентября 2015 года здесь открыто «Культурное пространство севера Петербурга».
Комплекс включает три здания — школа Бенуа, ресторан «Ферма Бенуа» и маленький административный корпус.
Школа размещается в трехэтажной постройке, где раньше располагалась дача. Внешний облик здания был восстановлен по архивным фотографиям. После окончания реставрации там открылся центр дополнительного образования для детей до 12 лет. Ресторан расположился на первом этаже другого здания, где находился коровник.
Судьба силосной башни, входившей в ансамбль фермы, пока не ясна — она не относится к проекту «Беста». Её купило некое физическое лицо на торгах, где башню выставляли на продажу под культурный центр. Никаких видимых действий покупатель пока не предпринимает.
В сентябре 2017 года было завершено воссоздание основного здания. Внешний вид новодела значительно отличается от оригинала, а использованные для строительства материалы (железобетон и металлоконструкции) никак не соответствуют натуральному дереву дачи авторства Юлия Бенуа.